# Sugihara Ryoma
Ryoma Sugihara (sinh ngày 14 tháng 11 năm 1974) là một cầu thủ bóng đá người Nhật Bản.

## Sự nghiệp câu lạc bộ
Ryoma Sugihara đã từng chơi cho Yokohama Flügels.